# Порфирьев, Николай Иванович
Николай Иванович Порфирьев (4 (16) февраля 1863, Казань — 1930, Казань) — математик, статский советник, профессор на кафедре математики Томского университета; в конце 1920 года переехал в Казань, где стал профессором кафедры математики Казанского университета; в 1922—1930 годах являлся заведующим «геометрическим кабинетом».

## Биография
Николай Порфирьев родился 4 (16) февраля 1863 года в Казани в дворянской семье; его отцом был член-корреспондент Санкт-Петербургской академии наук Иван Порфирьев (1823—1890), являвшийся профессором Казанской духовной академии — он занимался изучением истории русской словесности. Матерью Николая была Августа Гордеевна (1838—1895) — дочь профессора, религиоведа Гордия Саблукова (1803—1880). Кроме Николая, в семье была дочь Екатерина (в замужестве — Милославская, 1858—1884), дочь Ольга (в замужестве — Попова, 1859—1930) и сын Сергей (1869—1942), ставший медиевистом и членом Общества археологии, истории и этнографии при Казанском университете.
В 1881 году Николай Порфирьев окончил Вторую Казанскую мужскую гимназию и поступил на математическое отделение Казанского университета, которое он окончил через пять лет со степенью кандидата — защитил работу на тему «Аналитические выражения однозначных функций». В тот период его научным руководителем был профессор, математик Александр Васильев (1853—1929). В сентябре 1886 года Васильев обратился к руководству физико-математического факультета с просьбой об оставлении Порфирьева на кафедре чистой математики — для приготовления к профессорскому званию. В октябре 1886 года — после получения положительных отзывов от профессоров Фёдор Суворова, Ипполита Громеки и В. В. Преображенского — Порфирьев был утвержден профессорским стипендиатом университета; числился таковым до 1889 года.
В 1892 году Николай Порфирьев получил назначение на позицию приват-доцента на кафедре чистой математики. Одновременно, в период с 1890 по 1898 год, он преподавал математику в Ксенинской женской гимназии, а с августа 1898 по декабрь 1913 года — математику и физику в Казанском промышленном училище. Являлся членом Общества археологии, истории и этнографии — и председателем казанского отделения Русского технического общества (РТО). Во время Гражданской войны, в сентябре 1918 года, Уфимской директорией он был эвакуирован из Казани в Томск — и прикомандирован к Томскому университету. С 1 января 1919 года он исполнял обязанности приват-доцента на кафедре чистой математики университета Томска. В 1919 году участвовал в работе съезда по организации Института исследования Сибири, где выступил с докладом на тему «Проект унии с союзными государствами в вопросах мер, весов, монеты, календаря и часа»; летом 1920 года был командирован институтом в Иркутск для приобретения маятника Штюкрата.
Затем, декретом Совнаркома от 9 августа 1920 года, Порфирьев был назначен профессором кафедры математики Томского университета. Он читал курсы «Сферическая тригонометрия», «Введение в анализ», «Определенные интегралы» и «Дифференциальное исчисление». В конце 1920 года он выехал в Казань, где стал профессором на кафедре математики Казанского университета: в период с 1922 по 1930 год заведовал «геометрическим кабинетом». В Казани читал курс по метрологии и проводил экскурсии в университетскую фотографическую лабораторию. Среди его студентов был и будущий член-корреспондент АН СССР Николай Четаев. Порфирьев умер в Казани в 1930 году; был похоронен на Арском (Куртинском) кладбище.

## Работы
- Функциональный определитель: Лекция приват-доцента Казанского университета Н. И. Порфирьева. Казань: Студенческий физико-математический кружок, 1913;
- Лекции по вариационному исчислению, читанные пр.-доц. Н. И. Порфирьевым. — Казань : Лито-тип. И. Н. Харитонова, 1912. — 56 с. : черт.; 29.
- Конспект курса публичных лекций по исчислению вероятностей / [Приват-доцент Н. Порфирьев]. Лекция 1-6. [Казань]: типо-лит. Казанского университета, 1896.

## Семья
Николай Порфирьев был женат на Александре Васильевне (в девичестве — Комарова); в семье был сын — Владимир.

## Архивные источники
- Государственный архив Томской области (ГАТО). Ф. 102. Оп. 1. Д. 871;
- ГАТО. Ф. 102. Оп. 1. Д. 893;
- ГАТО. Ф. 102. Оп. 1. Д. 908;
- ГАТО. Ф. Р-26. Оп. 1. Д. 62. Л. 126—128;
- ГАТО. Ф. Р-815. Оп. 1. Д. 27;
- ГАТО. Ф. Р-815. Оп. 18. Д. 243;
- Домашний архив И. Порфирьевой и А. Липовецкого.